# Cuphea lophostoma
Cuphea lophostoma är en fackelblomsväxtart som beskrevs av Emil Bernhard Koehne. Cuphea lophostoma ingår i släktet blossblommor, och familjen fackelblomsväxter. Inga underarter finns listade i Catalogue of Life.